# Sentalai járás

A Sentalai járás a Szamarai területen

A Sentalai járás (oroszul Шенталинский муниципальный район) Oroszország egyik járása a Szamarai területen. Székhelye Sentala.

## Népesség
- 1989-ben 20 079 lakosa volt.
- 2002-ben 18 288 lakosa volt, melyből 6 340 csuvas (34,67%), 4 662 orosz (25,49%), 3 545 tatár (19,38%), 3 339 mordvin (18,26%).
- 2010-ben 16 656 lakosa volt, melyből 5 510 csuvas (34,2%), 4 525 orosz (28,1%), 3 124 tatár (19,4%), 2 527 mordvin (16,1%).